# Grubsko
Grubsko – wieś w Polsce położona w województwie wielkopolskim, w powiecie nowotomyskim, w gminie Nowy Tomyśl.
W latach 1975–1998 miejscowość administracyjnie należała do województwa poznańskiego.

## Historia
W Grubsku wykopano czaszkę tura (byka) żyjącego w tym rejonie około 4 tysiące lat temu i mierzącego 160 cm. Pozostaje ona w zbiorach prywatnych i jest eksponowana w Muzeum Śląskim w Katowicach.
Wieś Grubsko powstała w 1712 roku wskutek kolonizacji olęderskiej, która na terenie Wielkopolski trwała przez XVII I XVIII wiek, aż do rozbiorów Polski. Na ziemi nowotomyskiej osadnicy olęderscy osiedlali się od XVIII wieku. Grubsko jest typowym przykładem wsi poolęderskiej, ma charakter rozproszony - na dużym obszarze rozrzucone są samotnicze zagrody. Do dziś na terenie wsi przetrwały liczne budynki drewniane, będące pozostałością po dawnych osadnikach.

## Pomnik ofiar faszyzmu

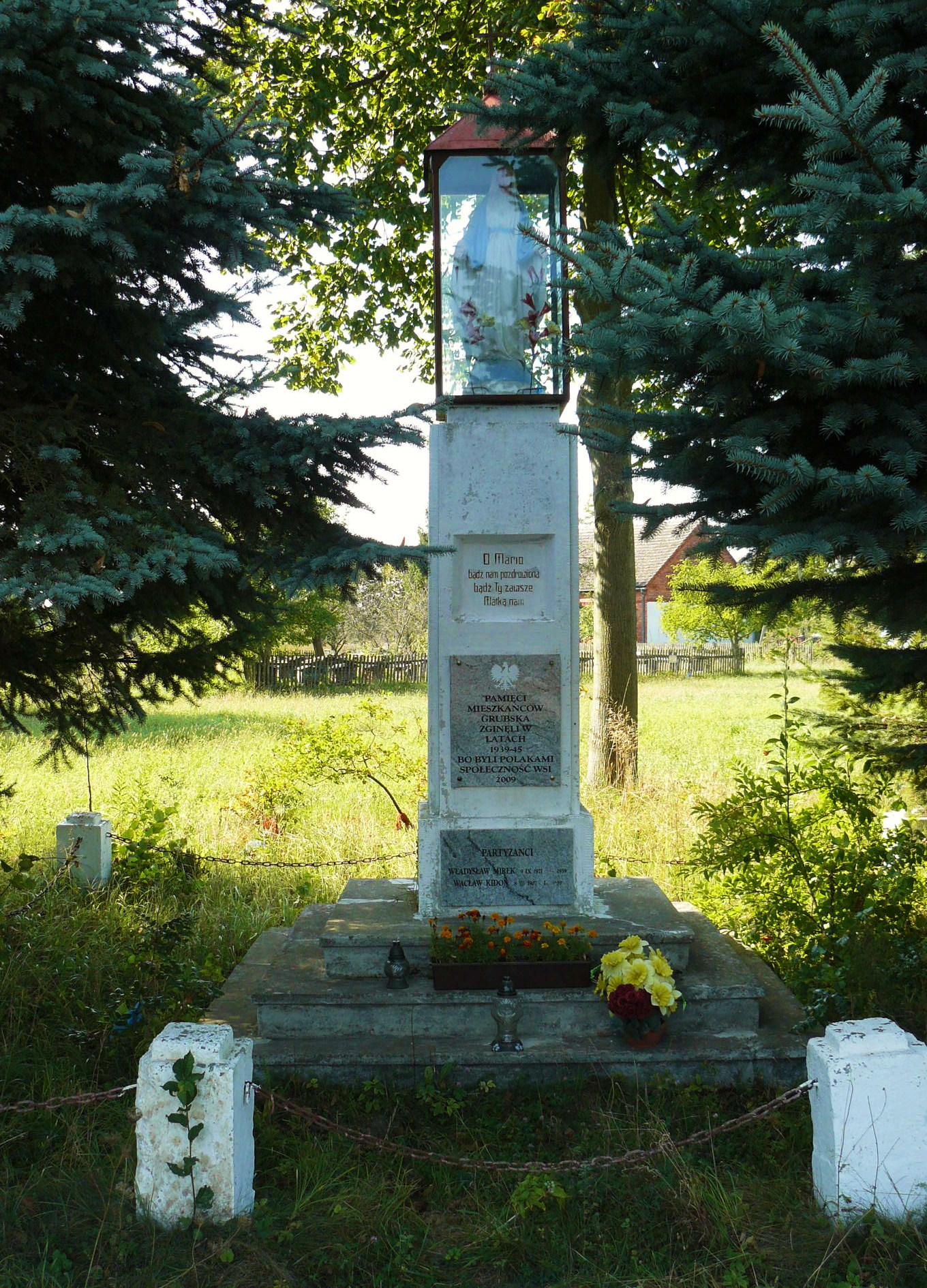
Pomnik

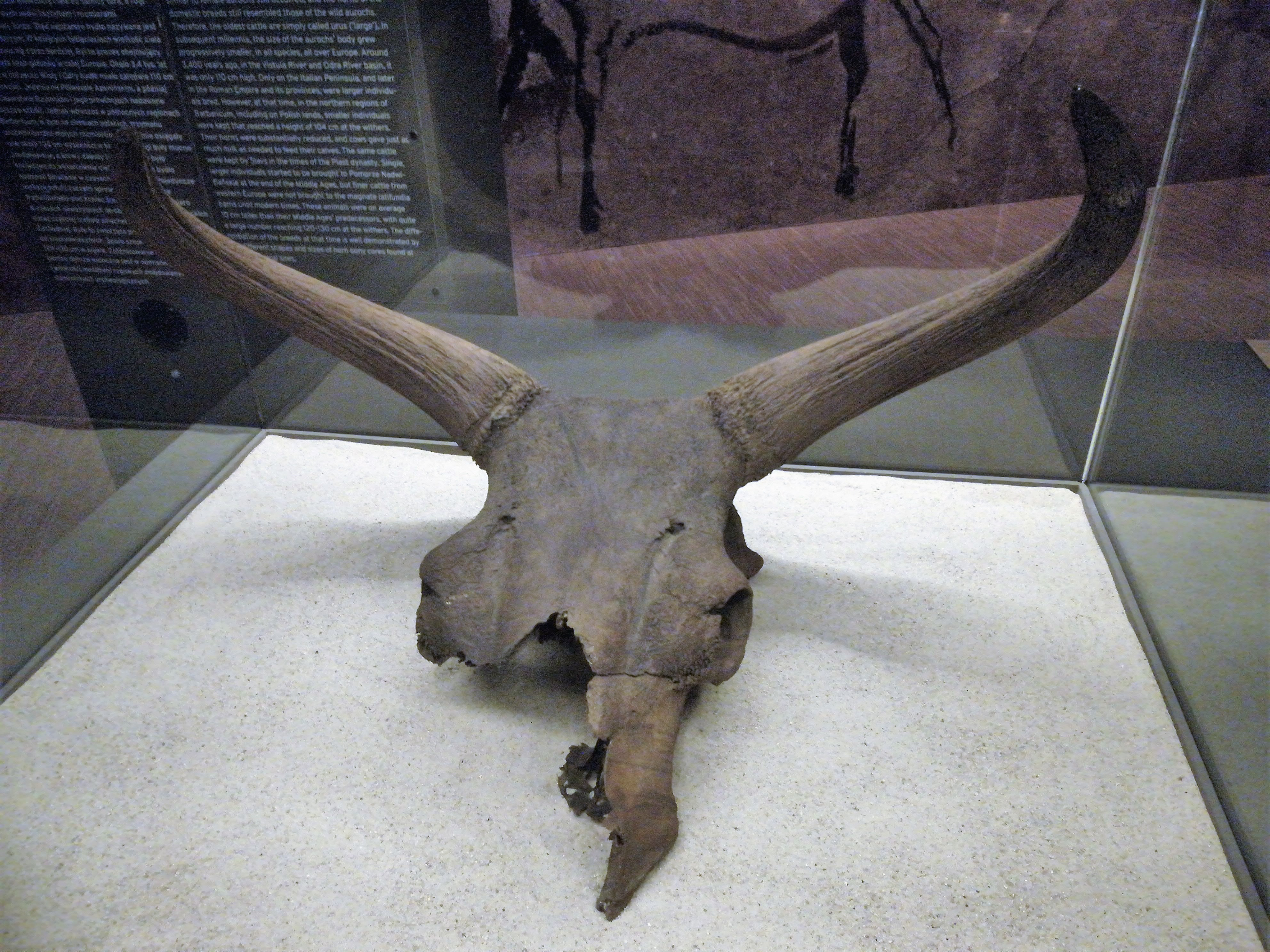
Czaszka tura z Grubska w Muzeum Śląskim w Katowicach.

Pomnik w formie maryjnej kapliczki przydrożnej, zlokalizowany jest przy drodze powiatowej nr 2747, w pobliżu granicy z Nowym Jastrzębskiem (przy gospodarstwie Grubsko 23). Upamiętnia mieszkańców wsi, którzy zostali zamordowani przez nazistów w okresie II wojny światowej (1939-1945). Tablicę pamiątkową wmurowano tu w 2009. Druga tablica (poniżej) upamiętnia dwóch poległych w 1939 partyzantów: Władysława Mirka (ur. 9 września 1921) i Wacława Kidonia (ur. 8 marca 1907). Na cokole umieszczony jest ponadto napis: O Mario bądźże pozdrowiona, bądź Ty zawsze Matką nam.